# Gott der Vater steh uns bei

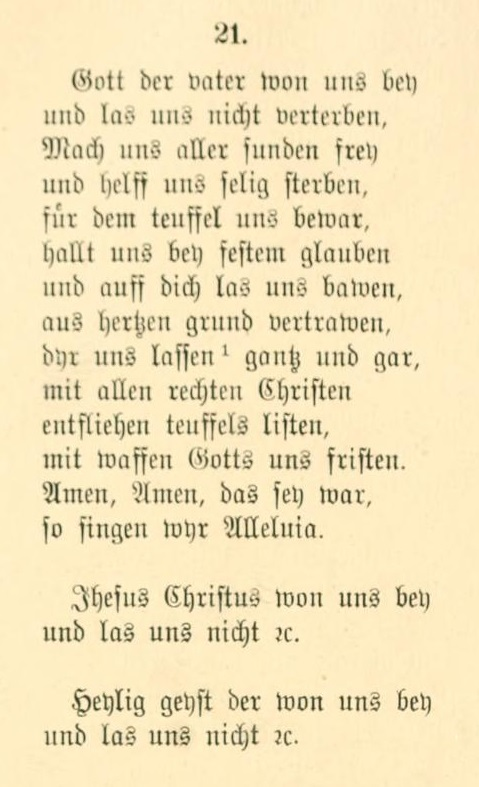
Martin Luther: Gott der Vater wohn uns bei (WA 35)

Gott der Vater wohn (steh) uns bei ist ein protestantisches Kirchenlied. Martin Luther dichtete es mit dem Liedanfang „Gott der Vater wohn uns bei und lass uns nicht verderben…“ auf der Grundlage einer deutschen Litanei des 15. Jahrhunderts, die bereits in der Crailsheimer Schulordnung von 1480 als Prozessionslied erwähnt wird. Es wurde zuerst in Johann Walters Gesangbuch Eyn geystlich Gesangk Buchleyn, Wittenberg 1524, abgedruckt (dort mit Melodie im fünfstimmigen Satz). Es steht in evangelischen Kirchengesangbüchern als Lied zu Trinitatis (Evangelisches Gesangbuch, 1995, Nr. 138). Im römisch-katholischen Gotteslob (1975) steht es in der Rubrik Vertrauen und Bitte (Nr. 305). An beiden Stellen wurde die neuere Form „Gott der Vater steh uns bei…“ gewählt.
Die drei Strophen des Liedes unterscheiden sich nur in der Anrede: „Gott der Vater – Jesus Christus – Heilger Geist“. Der Strophentext ist ein Gebet um Gottes Beistand und Vergebung, um gutes Sterben, Bewahrung vor dem Teufel und festes Gottvertrauen.
Als Melodiequelle wird „Halberstadt um 1500“ angeführt; die katholische Tradition beruft sich auf das Gesangbuch von Michael Vehe, 1537. Im Standardwerk für das ältere populäre deutsche Lied, Erk-Böhme, Deutscher Liederhort, stehen beide Traditionen (Walter 1524 und Vehe 1537) unter den Nr. 2020 und 2010 mit Melodien hintereinander. Angeregt durch das mittelalterliche Gebetslied an Maria und die Heiligen und im Stil einer Allerheiligenlitanei schrieb Luther das Lied als „Zweckdichtung für den Gemeindegebrauch“.

## Übersetzungen
Dänische Übersetzung „Gud fader bliv du nu med os...“ im dänischen Gesangbuch, Rostock 1529, Nr. 12 und unter „neue Psalmen“ Nr. 16 in einer Variante „Herre Gud Fader stat oss by…“; übernommen in das dänische Kirchengesangbuch von Hans Tausen, En Ny Psalmebog, 1553.